# Mur porteur

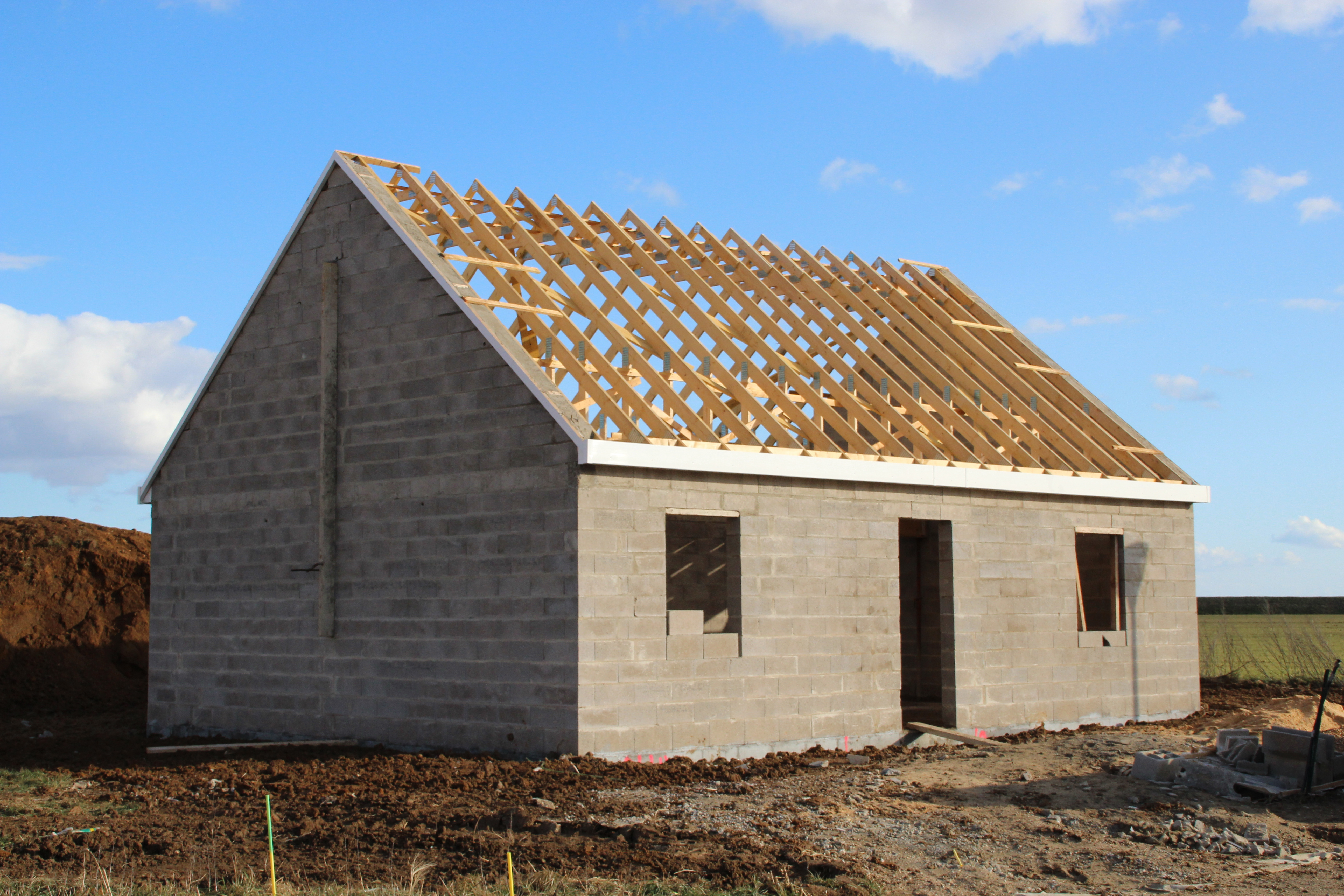
Maison en cours de construction avec des murs porteurs sur chaque face

Un mur porteur est, en architecture, un mur destiné à supporter la charpente (comme un pignon) et la structure des planchers d'un bâtiment.
Lorsque ce type de mur se trouve au sein même d'une construction, il est appelé « mur de refend ».
Selon les époques de construction, un porteur peut être constitué de bottes de paille, de briques (pleines ou creuses), de blocs de béton, de plâtre avec un colombage en bois ou de béton armé. Son épaisseur est en général supérieure ou égale à 20 cm.
À la suite d'un affaissement apparu avec le temps, lorsqu'un plancher ou une charpente viennent reposer sur une simple cloison qui pourtant n'a pas, à l'origine, de fonctions porteuses, elle est appelée « cloison semi-porteuse ». Celle-ci a généralement une épaisseur de 7 à 9 cm.
Lors d'une rénovation, impliquant la modification de la structure d'un mur porteur, d'un mur de refend ou d'une cloison semi-porteuse (démolition totale ou partielle, pour la création d'une porte, par exemple), l'intervention d'un architecte ou d'un bureau d'études techniques est fortement recommandée (mais pas indispensable), ainsi que, le cas échant, l'autorisation de la copropriété dans le cas d'un immeuble à usage collectif. Dans le cas de travaux dans une propriété individuelle, une déclaration des travaux est à effectuer au service d'urbanisme de la mairiesi le mur porteur se trouve en façade extérieure.
D'une manière générale, une poutrelle métallique (IPN), ou linteau, vient alors remplacer la partie supprimée. Ces travaux ne peuvent être réalisés que par une entreprise générale de bâtiment disposant des assurances décennales correspondant à ce type de travaux (béton armé, démolition).